# Louis Aublant
Louis Aublant, né à Draguignan le 3 mars 1890 et décédé à Paris le 4 avril 1981, est un médecin militaire et un homme politique français.

## Biographie

### Fonctionnaire de Vichy
Il est secrétaire général à la Santé du 7 septembre 1941 au 17 décembre 1943
dans le Gouvernement Darlan. Il est décoré de l'ordre de la Francisque.

### Carrière à l'Institut Pasteur
Après la Libération, il est nommé secrétaire général de l'Institut Pasteur de 1946 à 1966, élu membre de l'Académie nationale de médecine en 1956.

## Distinctions
- Ordre de la Francisque